# Nitrato di cromo
Il nitrato di cromo è il sale di cromo(III) dell'acido nitrico.
A temperatura ambiente si presenta come un solido viola scuro, solubilissimo in acqua, dal tenue odore di acido nitrico. Può cristallizzare come nonaidrato. È un sale di cromo irritante e comburente per via dei gruppi NO3